# Christo Gruew Danow

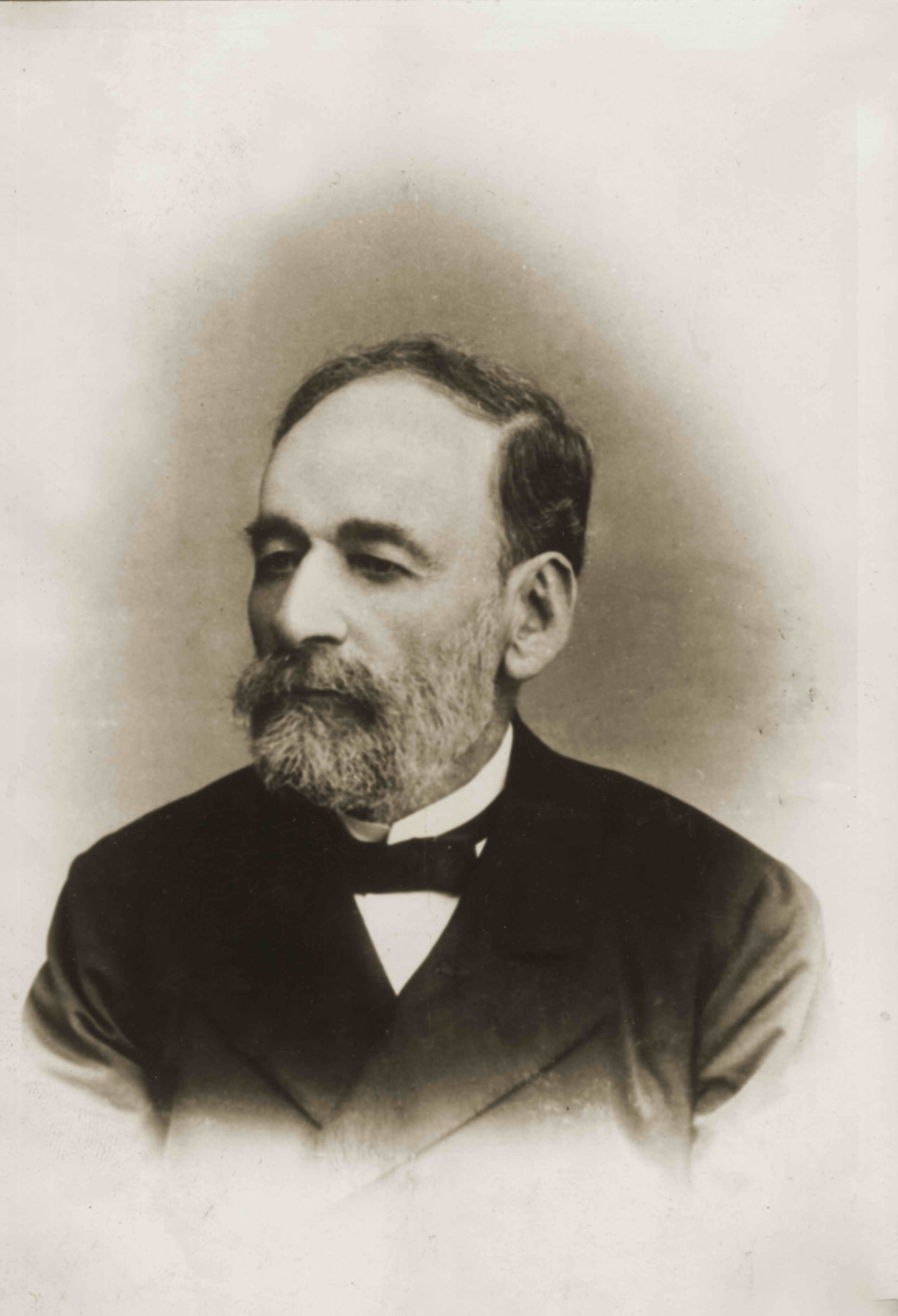
Christo Danow

Christo Gruew Danow (bulgarisch Христо Груев Данов; * 24. August 1828 in Klissura; † 11. Dezember 1911 in Plowdiw) war ein bulgarischer Verleger und Buchhändler.

## Leben
Danow war von Beruf Lehrer, wurde jedoch als Pionier des bulgarischen Verlagswesens bekannt. Seine Arbeit als Verleger begann 1855 mit der Herausgabe eines Kalenders für das Jahr 1856. 1857 gründete er dann eine Verlagsbuchhandlung, die über mehrere Zweigstellen, darunter in Sofia, Lom und Rustschuk verfügte. Ab 1866 lebte er in Plowdiw Er wurde im Jahr 1900 als Ehrenmitglied der Bulgarischen Literarischen Gesellschaft gewählt, aus der später die Bulgarische Akademie der Wissenschaften hervorging.
Sein Wohnhaus in der Mitropolit-Paisii-Straße 2 in Plowdiw gehört heute zum Historischen Museum Plowdiw. Im Haus werden unter anderem sein Büro und seine Bücherei gezeigt.
1999 richteten die Gemeinde Plowdiw, das Nationale Zentrum für Bücher und das Kulturministerium im Namen einen nationalen Preis mit dem Namen Christo Danow für Beiträge zur literarischen Kultur ein. ̀